# Cape Tormentine
Cape Tormentine é uma vila no sudeste de New Brunswick, no Canadá. Ela está localizada no Estreito de Northumberland, na passagem Abegweit, a travessia mais curta entre a Ilha do Príncipe Eduardo e o continente. Uma vez floresceu como um centro de transporte entre New Brunswick e a Ilha do Príncipe Eduardo, mas tem estado em declínio desde 1997, quando o serviço de balsas foi fechado devido à inauguração da Ponte Confederation. No censo canadense de 2011, a população era 108, três quartos do que era no censo de 2006.